# Robert Mudražija
Robert Mudražija (Zagreb, 5. svibnja 1997.) hrvatski je nogometaš koji igra na poziciji napadačkog veznog. Trenutačno igra za Dinamo Zagreb.

## Mlađi uzrasti
Kao rođeni Zagrepčanin, Mudražija je svoje prve nogometne korake napravio u Dinamu. Momčad je napustio s 15 godina, kada se pridružio omladinskom uzrastu NK Zagreba.

## Klupska karijera
Mudražija je svoju profesionalnu karijeru započeo 2014. godine u tadašnjem prvoligašu NK Zagrebu. Nakon dvije sezone provedene u klubu, 2016. je prešao u austrijskog drugoligaša Liefering.
U lipnju 2017. godine, Mudražija se vratio se u Hrvatsku i potpisao za Osijek. Prvi nastup u dresu Osijeka upisao je 13. srpnja 2017. godine, u utakmici kvalifikacija za Europsku ligu protiv Luzerna. Prvi pogodak za klub postigao je 18. svibnja 2018. godine, u ligaškom (2:1) porazu od Slaven Belupa.
Dana 29. siječnja 2019. godine, objavljeno je da će se Mudražija pridružiti danskom Københavnu za neobjavljenu naknadu za koju se vjeruje da je iznosila oko 3 milijuna eura. Prvi nastup za novi klub upisao je 10. ožujka 2019. godine protiv Nordsjællanda. Prvi put među strijelcima pojavio se 17. rujna 2020. protiv švedskog Göteborga u kvalifikacijama za Europsku ligu.
Dana 26. siječnja 2021., København je objavio da će Mudražija biti posuđen Rijeci na razdoblje od 18 mjeseci. Prvi nastup za Rijeku upisao je 31. siječnja 2021. godine, u ligaškom (2:0) porazu od Gorice.
U prosincu 2021., posuđen je slovenskoj Olimpiji. Prvi nastup u zelenom dresu upisao je 9. veljače 2022. godine, u pobjedi 1:0 nad Murom. Prvi ligaški pogodak postigao je 6. ožujka 2022. protiv Aluminija.
Dana 7. rujna 2022. godine, Mudražija je potpisao dvogodišnji ugovor sa Slaven Belupom. Prvi nastup u dresu Slaven Belupa upisao je 11. rujna 2022. godine, u ligaškoj utakmici protiv Istre 1961. Prvi pogodak u dresu "farmaceuta" upisao je 31. ožujka 2023. godine, u domaćoj 2:0 pobjedi nad Istrom 1961.
U lipnju 2023. godine, Mudražija je raskinuo ugovor sa Slavenom i potpisao za Lokomotivu. Prvi nastup za Lokomotivu upisao je 23. srpnja 2023. u ligaškoj utakmici protiv Istre 1961. Prvi pogodak za novi klub upisao je 2. listopada 2023. godine, u domaćoj pobjedi nad Istrom. U susretu 18. kola HNL-a između Lokomotive i Gorice, briljirao je Robert Mudražija koji je postigao hat-trick u samo osam minuta.
Dana 12. lipnja 2025., Mudražija se vratio u svoj prvi klub Dinamo i potpisao višegodišnji ugovor. Za Dinamo Zagreb debitirao je  2. kolovoza u utakmici prvog kola HNL 2025./26. u kojoj je Osijek poražen 0:2.

## Reprezentativna karijera
Mudražija je nastupao za omladinske uzraste hrvatske reprezentacije do 18, 19, 20 i 21 godine.

## Priznanja

### Klupska
København
- Danska Superliga (1): 2018./19.

## Vanjske poveznice
- Profil, Soccerway (engl.)
- Profil, Transfermarkt (engl.)